# ۱۷۵۵ (میلادی)

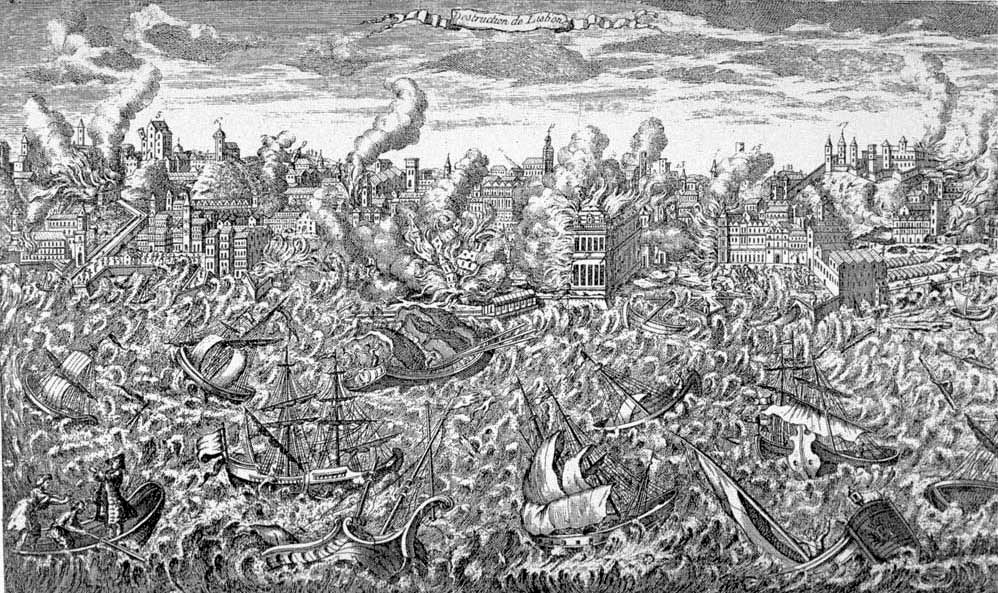
1755 میلادی

۱۷۵۵ (میلادی) هزار و هفتصد و پنجاه و پنجمین سال تقویم میلادی است.

## مناسبت‌ها
تاسیس اولین دانشگاه در روسیه

## رویدادها
ژانویه تا آوریل
- ۲۳ ژانویه - دانشگاه مسکو به عنوان اولین دانشگاه روسیه با فرمان پتر کبیر تأسیس شد.
- ۱۳ فوریه - پیمان جیانتی: پادشاهی ماتارام در جاوه به دو بخش تقسیم شد و سلطان‌نشین یوگیاکارتا و سوناناته سوراکارتا را ایجاد کرد.
- ۱۲ مارس - برای اولین بار از موتور بخار در مستعمرات آمریکایی استفاده شد، زیرا آرنت شویلر، مالک معدن مس نیوجرسی ، یک موتور اتمسفری نیوکامن را برای پمپاژ آب از چاه معدن نصب کرد.
- ۲۲ مارس - مجلس عوام بریتانیا به اختصاص ۱،۰۰۰،۰۰۰ پوند بودجه برای گسترش عملیات ارتش بریتانیا و نیروی دریایی سلطنتی در آمریکای شمالی رأی مثبت داد.
- ۲۶ مارس - ژنرال ادوارد برادوک و ۱۶۰۰ ملوان و سرباز بریتانیایی با کشتی‌های حمل و نقلی که از رودخانه پوتوماک عبور کرده بودند، به الکساندریا، ویرجینیا رسیدند.  برادوک، که برای فرماندهی نیروهای بریتانیایی علیه فرانسوی‌ها در آمریکای شمالی فرستاده شده بود، میخانه‌ها و خانه‌های شخصی را برای تغذیه و اسکان سربازان تصرف کرد.

آوریل تا جولای
- ۲ آوریل - یک ناوگان دریایی به رهبری دریاسالار ویلیام جیمز از کمپانی هند شرقی بریتانیا ، قلعه سووارنادورگ تولاجی آنگره را از ماراتاها تصرف کرد.
- ۱۵ آوریل - فرهنگ لغت زبان انگلیسی توسط ساموئل جانسون منتشر شد (او این کار را نُه سال قبل، در سال ۱۷۴۶ آغاز کرده بود).
- ۳ مه - فرانسه ۳۶۰۰ سرباز را برای محافظت از مستعمرات کانادایی خود در کبک در برابر تهاجم بریتانیا اعزام کرد، ۲۴۰۰ نفر به شهر کبک و ۱۲۰۰ نفر به لویی‌بورگ در نوا اسکوشیا اعزام شدند، غافل از اینکه یک اسکادران متشکل از ۱۱ کشتی جنگی کاملاً مسلح از نیروی دریایی سلطنتی بریتانیا در ۲۷ آوریل به سمت کانادا حرکت کرده بودند.
- ۱۷ مه - توماس سانچز ، مبلغ اسپانیایی ، و سه خانواده‌اش، سکونتگاهی را در ضلع شمالی ریو گراند در اسپانیای نو تأسیس کردند. سانچز آن را ویلا د لاردئو نامید.  این سکونتگاه جدید، شمالی‌ترین بخش مستعمره نوئوو سانتاندر است که توسط خوزه د اسکاندون، کنت اول سیرا گوردا، تأسیس شد و اکنون بخش‌هایی از ایالت مکزیکی تامائولیپاس و ایالت تگزاس ایالات متحده را در بر می‌گیرد. بخش ویلا د لاریدو در شمال رودخانه بعداً به لاریدو ، تگزاس تبدیل می‌شود؛ بخش باقی‌مانده در جنوب رودخانه بعداً به نوئوو لاریدو ، تامائولیپاس تغییر نام می‌دهد.
- 19 مه - ژنرال برادوک میزبان رهبران ایروکوا، اسکارویادی، کاگسواگاتانیانت و سیلور هیلز، در فورت کامبرلند، پایگاه ارتش بریتانیا در مستعمره مریلند ، بود. این سه رئیس پیش از لشکرکشی برادوک به منطقه اوهایو ، اتحاد خود را با بریتانیا اعلام کردند.
- 22 مه - استان خلیج ماساچوست 2000 سرباز را برای تکمیل سایر نیروهای ارتش بریتانیا و مستعمرات به آکادیا اعزام کرد؛ این نیروها در 1 ژوئن در خلیج چیگنکتو لنگر انداختند.  * 24 مه - فرانسه ساخت قلعه دوکسن ، پایگاه جدید خود در غرب مستعمره بریتانیا در پنسیلوانیا را تکمیل کرد. بریتانیایی‌ها در طول جنگ فرانسه و سرخپوستان این قلعه را تصرف کردند و نام آن را به فورت پیت تغییر دادند. این مکان، در محل اتصال رودخانه آلگنی و رودخانه مونونگاهلا ، اکنون پیتسبورگ است.
- 30 مه - سربازان ژنرال برادوک سفری دشوار را در میان کوه‌های انبوه آلگنی از غرب مریلند به سمت ایالت اوهایو آغاز می‌کنند.
- 5 ژوئن - جوزف بلک ، شیمیدان اسکاتلندی ، کشف دی اکسید کربن (هوای ثابت) و منیزیم را در مقاله‌ای به انجمن پزشکی ادینبورگ شرح می‌دهد. این مقاله در سال 1756 با عنوان آزمایش‌هایی بر روی منیزی آلبا، آهک زنده و برخی مواد قلیایی دیگر منتشر شد.
- 5 ژوئن - درب ورودی رودخانه سنت لارنس ، یک اسکادران از کشتی‌های نیروی دریایی سلطنتی، تحت فرماندهی دریاسالار ادوارد بوسکاون بریتانیا، نُه کشتی فرانسوی اعزام شده برای نجات کانادا را رهگیری می‌کند؛ هفت کشتی از نه کشتی در مه پنهان می‌شوند و می‌توانند به مقصد خود برسند؛ یکی دیگر از کشتی‌های حمل و نقل فرار می‌کند.
- 16 ژوئن - پس از دو هفته محاصره، فرمانده فرانسوی فورت بوژژور در آمریکای شمالی به بریتانیا تسلیم می‌شود و پایان جنگ پدر لو لوتر را رقم می‌زند.
- 23 ژوئن - بیشتر نیروهای فرانسوی اعزام شده به کانادا به همراه فرماندار کل جدید فرانسه نو، پیر دو ریگاد ، مارکی دو وودروی-کاوانیال، به کبک می‌رسند.
- 27 ژوئن - ایواس اول پس از مرگ پدرش، ایاسو دوم ، امپراتور جدید اتیوپی می‌شود.

از جولای تا اکتبر
- 9 ژوئیه - جنگ فرانسه و هند - لشکرکشی برادوک : سربازان بریتانیایی و شبه‌نظامیان استعماری در کمین نیروهای فرانسوی و هندی گرفتار می‌شوند و شکست ویرانگری را متحمل می‌شوند. در طول نبرد، ژنرال بریتانیایی ادوارد برادوک به شدت زخمی می‌شود. سرهنگ جورج واشنگتن زنده می‌ماند.
- 17 ژوئیه - در کاروانی از کشتی‌ها از بریتانیای کبیر که برای شرکت هند شرقی بریتانیا به هند بازمی‌گشت، کشتی اصلی دادینگتون (در سومین سفر خود) در خلیج آلگوا در نزدیکی پورت الیزابت امروزی در آفریقای جنوبی غرق می‌شود و 247 نفر از 270 مسافر و خدمه خود را به همراه یک صندوقچه سکه طلا از رابرت کلایو به ارزش 33000 پوند از دست می‌دهد. در سال 1998، 1400 سکه از محل غرق شدن کشتی برای فروش عرضه می‌شود و در سال 2002 بخشی از آن به دولت آفریقای جنوبی داده می‌شود. حدود بیست نفر از بازماندگان این حادثه سرانجام پس از یک سفر دریایی با قایق آزاد، می‌توانند خود را نجات دهند.
- ۲۵ ژوئیه - تصمیم به اخراج آکادیایی‌ها در جریان جلسات شورای نوا اسکوشیا در هالیفاکس گرفته شد. از سپتامبر ۱۷۵۵ تا ژوئن ۱۷۶۳، اکثریت قریب به اتفاق آکادیایی‌ها به یکی از مستعمرات بریتانیا در آمریکا تبعید شدند: ماساچوست، کنتیکت، نیویورک، پنسیلوانیا، مریلند، ویرجینیا، کارولینای شمالی، کارولینای جنوبی و جورجیا. برخلاف تصور رایج، هیچ آکادیایی به لوئیزیانا فرستاده نشد. کسانی که به ویرجینیا فرستاده شدند، پذیرفته نشدند و سپس به لیورپول ، بریستول ، ساوت‌همپتون و پنرین در انگلستان فرستاده شدند. در سال ۱۷۵۸، قلعه لویی‌بورگ سقوط کرد و تمام جمعیت غیرنظامی جزیره رویال (جزیره کیپ برتون ) و جزیره سنت ژان (جزیره پرنس ادوارد ) به فرانسه بازگردانده شدند. در میان آنها چندین هزار آکادیایی بودند که با فرار به آن مناطق از تبعید فرار کرده بودند. تعداد بسیار کمی از آکادیایی‌ها با موفقیت از تبعید فرار کردند و این کار را تنها با فرار به برخی از بخش‌های شمالی نیوبرانزویک امروزی انجام دادند.  این رویداد، لانگ‌فلو را به سرودن شعر حماسی اوانجلین ترغیب می‌کند.
- 10 آگوست - اخراج آکادی‌ها با لشکرکشی خلیج فاندی آغاز می‌شود.
- 2 سپتامبر - طوفانی قدرتمند به سواحل شرقی مستعمره بریتانیا در کارولینای شمالی برخورد می‌کند و 150 نفر را کشته و پنج کشتی تجاری بریتانیایی و استعماری را در جزیره پورتسموث غرق می‌کند.
- 6 سپتامبر - آکادمی علوم روسیه جایزه خود را برای "بهترین توضیح در مورد علل واقعی برق، از جمله نظریه آنها" به یوهان اویلر سوئیسی برای مقاله‌اش با عنوان Disquisitio de causa physica electricitatis اهدا می‌کند.
- 8 سپتامبر - جنگ فرانسه و هند - نبرد دریاچه جورج : نیروهای ارتش فرانسه به رهبری ژان اردمن ، بارون دیسکائو و استعمارگران کانادایی به رهبری ژاک لگاردور دو سن پیر، به سمت جنوب و استان نیویورک بریتانیا پیشروی می‌کنند. آنها با نیروهای ارتش بریتانیا به فرماندهی ژنرال ویلیام جانسون و به همراه ۲۰۰ سرباز موهاک به رهبری فرمانده جنگ موهاک، تیانوگین، روبرو می‌شوند. پس از کشته شدن تیانوگین و دیگر موهاک‌ها در نبرد، کدخدایان قبیله‌ای ملت موهاک، مردان را از شرکت در جنگ علیه فرانسوی‌ها منع می‌کنند تا زمانی که شکست فرانسه قطعی به نظر برسد.
- 16 سپتامبر - سر چارلز هانری-ویلیامز ، وزیر جدید بریتانیا در روسیه، اتحادی را که توسط ملکه کاترین کبیر امضا شده بود، تضمین می‌کند. امپراتوری روسیه موافقت می‌کند تا 55000 سرباز را برای دفاع از حوزه انتخابیه هانوفر در برابر تهاجم پروس فراهم کند. در آن زمان، پادشاه جورج دوم بریتانیای کبیر همچنین حاکم دوک‌نشین آلمان بود. نیروهای روسی در ازای پرداخت سالانه 600000 پوند تأمین می‌شوند.
- 17 سپتامبر - ژان-مارک واشرون شرکت ساعت‌سازی خود، واشرون کنستانتین ، را تأسیس می‌کند.  تا به امروز، واشرون کنستانتین قدیمی‌ترین ساعت‌ساز جهان است که از زمان تأسیس خود سابقه‌ی بی‌وقفه‌ای در ساخت ساعت دارد.
- 18 سپتامبر - دو برده، مارک و فیلیس، به جرم قتل ارباب خود، جان کادمن، با مسمومیت، در مقابل جمعیت زیادی در بیرون دادگاه شهرستان میدلسکس در کمبریج ، ماساچوست ، در ملاء عام اعدام شدند. فیلیس سوزانده شد. اعدام مارک با دار زدن به عنوان عبرتی برای سایر بردگان آفریقایی در خلیج استان ماساچوست انجام شد. جسد او به چارلزتاون کامن در جایی که اکنون سامرویل است منتقل شد و بیش از 20 سال بر روی چوبه دار به نمایش گذاشته شد. در سال 1798، پل ریور در خاطرات خود اشاره می‌کند که سوارکاری معروف او در 18 آوریل 1775، زمانی آغاز شد که او برای اولین بار افسران ارتش بریتانیا را در مکانی "تقریباً روبروی جایی که مارک در زنجیر آویزان شده بود" مشاهده کرد. من دو مرد را سوار بر اسب، زیر یک درخت دیدم".

اکتبر تا دسامبر
- 11 اکتبر - در غرب آفریقا، مقامات شرکت هند غربی هلند با مقامات امپراتوری آشانتی در المینا توافق‌نامه صلح امضا کردند. در ازای دریافت خراج سالانه طلا، آشانتی‌ها روابط صلح‌آمیزی را با اروپایی‌ها در مستعمره ساحل طلای هلند حفظ کردند و هلندی‌ها نیز شهرک خود را در فورت کوئنرادسبورگ حفظ کردند. این منطقه اکنون بخشی از منطقه مرکزی غنا است.
- 12 اکتبر - چارلز لارنس ، فرماندار استعماری بریتانیا در نوا اسکوشیا، پس از تکمیل اخراج آکادیایی‌ها از جزیره سنت جان (که اکنون جزیره پرنس ادوارد است)، اعلامیه‌ای صادر کرد مبنی بر اینکه دفتر او پیشنهادهایی را از مهاجران انگلیسی «برای اسکان و کشت زمین‌های خالی شده توسط فرانسوی‌ها، مانند هر بخش دیگری از این استان ارزشمند» دریافت خواهد کرد.
- 16 اکتبر - قتل عام پن کریک علیه مهاجران سفیدپوستی انجام شد که به دره ساسکوهانا در مستعمره پنسیلوانیا نقل مکان کرده بودند، در سرزمینی که سرخپوستان دلاور نیز ادعای مالکیت آن را داشتند.  دلاوری‌ها به روستای پن کریک، واقع در نزدیکی سلینزگرو فعلی در پنسیلوانیا ، حمله می‌کنند و 25 نفر از 26 مرد، زن و کودک ساکن آنجا را می‌کشند.
- 17 اکتبر - آتشفشان کوه کاتلا در ایسلند فوران می‌کند و به مدت 120 روز خاکستر به بیرون پرتاب می‌کند و سرانجام در 13 فوریه متوقف می‌شود. تخمین زده می‌شود 1.5 کیلومتر مکعب (1.5 میلیارد متر مکعب یا 53 میلیارد فوت مکعب) به علت آتشفشان تخلیه می‌شود.
- 25 اکتبر - یرمشکی زاده محمد سعید پاشا به عنوان وزیر اعظم جدید امپراتوری عثمانی منصوب می‌شود، پنجمین نفری که در سال 1755 به عنوان وزیر امپراتوری خدمت کرد.
- 1 نوامبر - بیش از 40000 نفر در اثر زلزله 8.5 ریشتری در لیسبون ، امپراتوری پرتغال کشته شدند.  این زمین‌لرزه ساعت ۹:۴۰ صبح به وقت محلی در سواحل اقیانوس اطلس پرتغال آغاز شد و سونامی‌ای را به وجود آورد که سواحل پرتغال ، اسپانیا و مراکش را درنوردید.

## زادگان
- ۱۱ ژانویه – الکساندر همیلتون، اقتصاددان آمریکایی

## درگذشتگان
- ۲ مارس – لوئی دو رووروی، دوک سن‌سیمون، نویسنده فرانسوی (ز. ۱۶۷۵)
- ۱۰ فوریه – شارل دو مونتسکیو، نویسنده و فیلسوف فرانسوی (ز. ۱۶۸۹)